# 狩野永德
狩野永德（1543年2月16日—1590年10月12日），名州信，通称源四郎。日本战国时代画师。
曾受命於织田信长作画《洛中洛外图》，并曾担任安土城装潢工作四年。并在丰臣秀吉所筑大阪城和京都的聚乐第负责装潢工作。主要代表作有：《唐狮子屏风》、《桧图屏风》和《洛中洛外图屏风》。

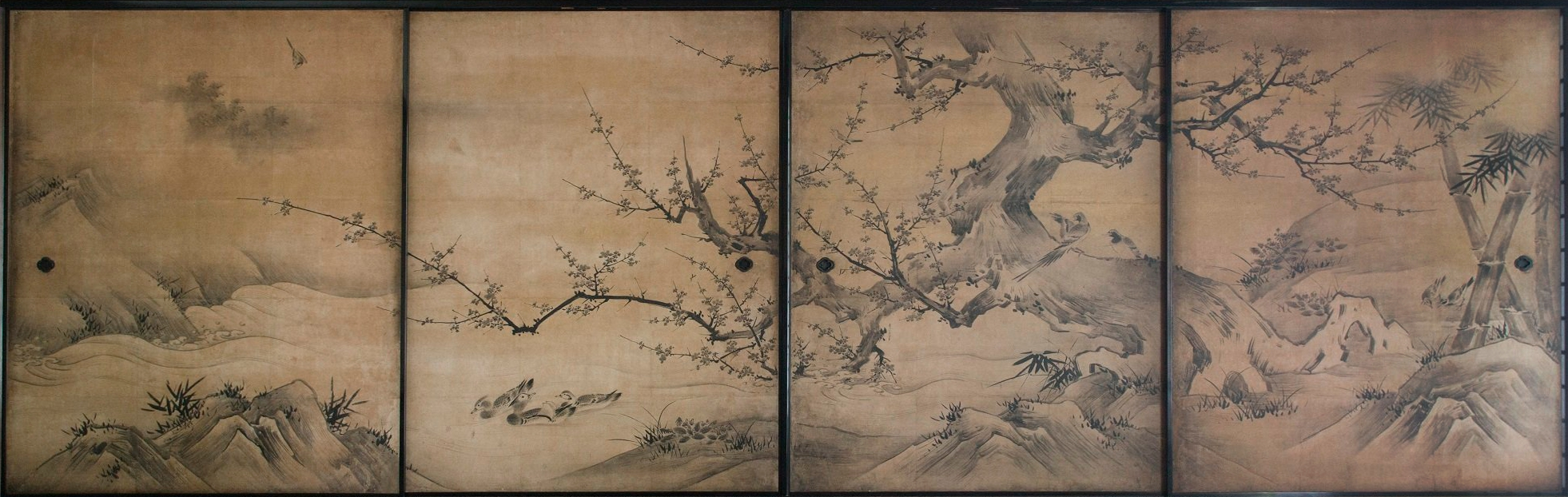
聚光院方丈障壁画のうち花鳥図

(1590).

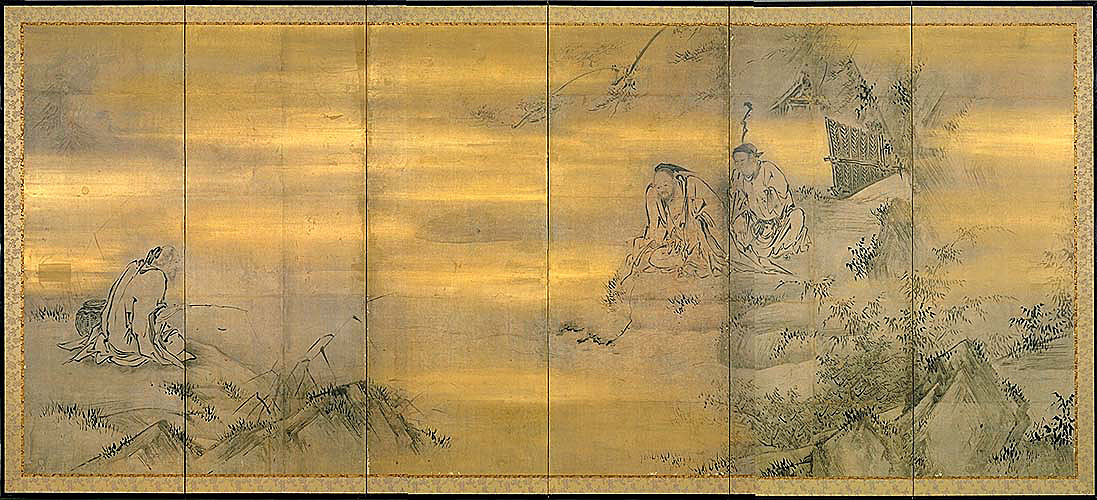
仙人高士図屏風・左隻

唐獅子図